# Best of 2001–2009
Best of 2001—2009 — сборный альбом финской группы The Rasmus, играющей в стиле альтернативного рока, вышедший 28 ноября 2009 года.

## Об альбоме
В Best of 2001—2009 вошли лучшие песни, выпущенные между 2001 и 2009 годами. В то время как большинство песен уже издавались, этот сборник содержит новую невыходившую ранее композицию под названием «October & April», которую исполняет Анетт Ользон из Nightwish. Песня была записана в то же самое время, что и другие композиции с последнего студийного альбома Black Roses, но она не была включена, так как не соответствовала концепции того альбома.
Песня «Open My Eyes» появляется в акустической версии концертного исполнения, это обратная сторона сингла «Shot» и первоначально взято с британской редакции альбома «Hide from the Sun» 2005 года.

## Список композиций
| №   | Название                               | Автор(ы)                                                       | Длительность |
| --- | -------------------------------------- | -------------------------------------------------------------- | ------------ |
| 1.  | «In the Shadows»                       | The Rasmus                                                     | 4:06         |
| 2.  | «No Fear»                              | The Rasmus                                                     | 4:07         |
| 3.  | «Guilty (Us Mix)»                      | The Rasmus                                                     | 3:44         |
| 4.  | «October & April (feat. Anette Olzon)» | Лаури Юлёнен                                                   | 3:54         |
| 5.  | «First Day of My Life»                 | The Rasmus                                                     | 3:44         |
| 6.  | «Livin' in a World Without You»        | Лаури Юлёнен, Паули Рантасалми, Десмонд Чилд                   | 3:50         |
| 7.  | «F-F-F-Falling»                        | The Rasmus                                                     | 3:52         |
| 8.  | «Chill»                                | The Rasmus                                                     | 4:13         |
| 9.  | «Immortal»                             | The Rasmus                                                     | 4:57         |
| 10. | «Justify»                              | Лаури Юлёнен, Паули Рантасалми, Десмонд Чилд, Джеимс Майкл     | 4:26         |
| 11. | «Shot»                                 | The Rasmus                                                     | 4:18         |
| 12. | «Funeral Song»                         | Лаури Юлёнен, Ээро Хейнонен                                    | 3:21         |
| 13. | «Ghost of Love»                        | Лаури Юлёнен, Паули Рантасалми, Десмонд Чилд, Гарри Соммердаль | 3:17         |
| 14. | «Open My Eyes» (акустическая версия)   | The Rasmus                                                     | 3:23         |
| 15. | «In My Life»                           | The Rasmus                                                     | 4:02         |
| 16. | «Ten Black Roses»                      | Лаури Юлёнен, Паули Рантасалми, Десмонд Чилд                   | 3:54         |
| 17. | «Sail Away»                            | The Rasmus                                                     | 3:49         |

## Чарты
| Чарт (2009)            | Наивысшее место |
| ---------------------- | --------------- |
| Чарты финских альбомов | 8               |